# Félix Varela
Felix Varela (ur. 20 listopada 1788 w Hawanie, zm. 27 lutego 1853 na Florydzie) – kubański duchowny katolicki, sługa Boży Kościoła katolickiego

## Życiorys
Urodził się 20 listopada 1788 roku w Hawanie. Był wnukiem hiszpańskiego porucznika Bartolome Moralesa. Wstąpił do seminarium, a następnie studiował na uniwersytecie w Hawanie. W wieku 23 lat przyjął święcenia kapłańskie. W 1837 roku został mianowany wikariuszem generalnym diecezji w Nowym Jorku. Zmarł w 1853 roku w St. Augustine.
Jest pamiętany także ze względu na zasługi dla wprowadzenia powszechnej edukacji na Kubie. Był pierwszym, który uczył nauk ścisłych w seminarium św. św. Karola i Ambrożego, w tym fizyki. W 2019 roku w konkursie zorganizowanym przez Międzynarodową Unię Astronomiczną na jego cześć została nazwana gwiazda Felixvarela.